# شهرستان پلزن-میستو
ناحیهٔ پلزن-سیتی (به چکی: Plzeň-City District) یک ناحیه در جمهوری چک است که در منطقه پلزن واقع شده‌است. ناحیهٔ پلزن-سیتی ۲۶۱٫۴۶ کیلومتر مربع مساحت و ۱۸۱٬۶۳۴ نفر جمعیت دارد.